# اگواچیکا
اگواچیکا (به اسپانیایی: Aguachica) یک سکونتگاه مسکونی در کلمبیا است که در بخش سزار واقع شده‌است.

## خصوصیات
اگواچیکا ۹۷۶٫۲۶ کیلومترمربع مساحت و ۱۰۳٬۹۴۴ نفر جمعیت دارد و ۱۶۲ متر بالاتر از سطح دریا واقع شده‌است.